# 劉平 (新朝)
劉平（?—?），字公子，楚郡彭城县（今江苏省徐州市）人，东汉官员。
刘平本名刘旷，汉明帝后改为刘平。王莽时为郡吏，守菑丘县长，政教大行。其后每属县有盗贼，就令刘平守卫，所至都得到治理，一郡称赞他的才能。
更始年间，天下大乱，刘平之弟刘仲被杀。刘平带着母亲和弟弟刘仲一岁的遗腹女逃跑，没有管自己的儿子。在野外找吃的时候，被乱民抓住，要吃了他。他请求喂完母亲，再回来受死。乱民把他放回去，他喂完母亲，真的回来受死，将乱民感动，于是把他饶过了。
建武初年，平狄将军庞萌在彭城作乱，刘平为郡吏，郡守孙萌被叛军攻围，他冒死护卫，身受七伤。他救出孙萌，孙萌口渴，刘平用自己伤口的血喂他喝。数日后孙萌死了，刘平护送孙萌遗体，回到彭城县。
汉光武帝时举孝廉，拜济阴郡丞，太守刘育看重他，上书推荐。刘平父丧，服丧结束，拜为全椒县长。有惠政，监狱没有囚犯。后以病免官。
汉明帝初年，尚书仆射钟离意上书推荐刘平、琅邪王望、东莱王扶。朝廷拜他们为议郎，刘平再任侍中，永平三年（60年），转任宗正，推荐名士承宫、郇恁等。在位八年，以老病上疏请求退休，在家中去世。

## 延伸阅读
[在维基数据编辑]
 《後漢書·卷39》，出自范晔《後漢書》